# Arany János Közérdekű Muzeális Gyűjtemény
A közismert nevén Arany János Múzeum  tájmúzeum Nagykőrösön, a Ceglédi út 19. szám alatt. Állandó kiállításain Arany János nagykőrösi éveinek dokumentumai mellett a várostörténet és a helyi néprajz emlékanyagát őrzi.  A Múzeum fenntartója 2013. január 1. óta Nagykőrös város önkormányzata, az intézmény a Nagykőrösi Arany János Kulturális Központ, Könyvtár és Muzeális Gyűjtemény tagintézményeként működik Arany János Közérdekű Muzeális Gyűjtemény néven.

## Története

### Előzményei
Arany János nagykőrösi tanítóskodásának emlékeit, műveinek, leveleinek kéziratait 1910-ben kezdték rendszeresen gyűjteni és azokat a gimnázium épületében helyezték el. A Városi Múzeum alapjait  dr. Dezső Kázmér polgármester vetette meg 1928-ban, aki alapítványt tett és a város számára felajánlotta könyvtárát, valamint régiség- és  növénygyűjteményét. A gyűjteményeket a nyilvánosság elől elzárva őrizték, mivel önálló kiállítóhely ekkor még nem állt rendelkezésre.

### 1950 és 1972 között
A városi múzeumot ténylegesen 1950-ben hozták létre. Tőle függetlenül 1957-ben, a nagykőrösi Arany János Gimnázium fennállásának 400. évfordulóján Arany János Emlékmúzeum nyílt, országos ünnepség keretében. A múzeum igazgatója dr. Törös László tudós kutató volt, akinek odaadó munkáját dicséri a ma is látható gyűjtemény, valamint az ő érdeme a nagykőrösi Arany-kultusz megteremtése.

### 1972 után
A városi múzeum élére 1972-ben főállású vezetőt neveztek ki, két évvel később a két múzeumot egyesítették, az Arany-emlékmúzeum anyaga is a városi múzeum épületében kapott helyet. A gyűjtemények válogatott anyagát egyesítő állandó kiállítást 1978-ban nyitották meg a nagyközönség előtt. Ezután a Múzeum a Pest Megyei Múzeumok Igazgatóságának szervezeti keretei között működött. Az intézmény fenntartója 2013. január 1. óta Nagykőrös város önkormányzata, az intézmény a Nagykőrösi Arany János Kulturális Központ tagintézményeként működik Arany János Közérdekű Muzeális Gyűjtemény néven.

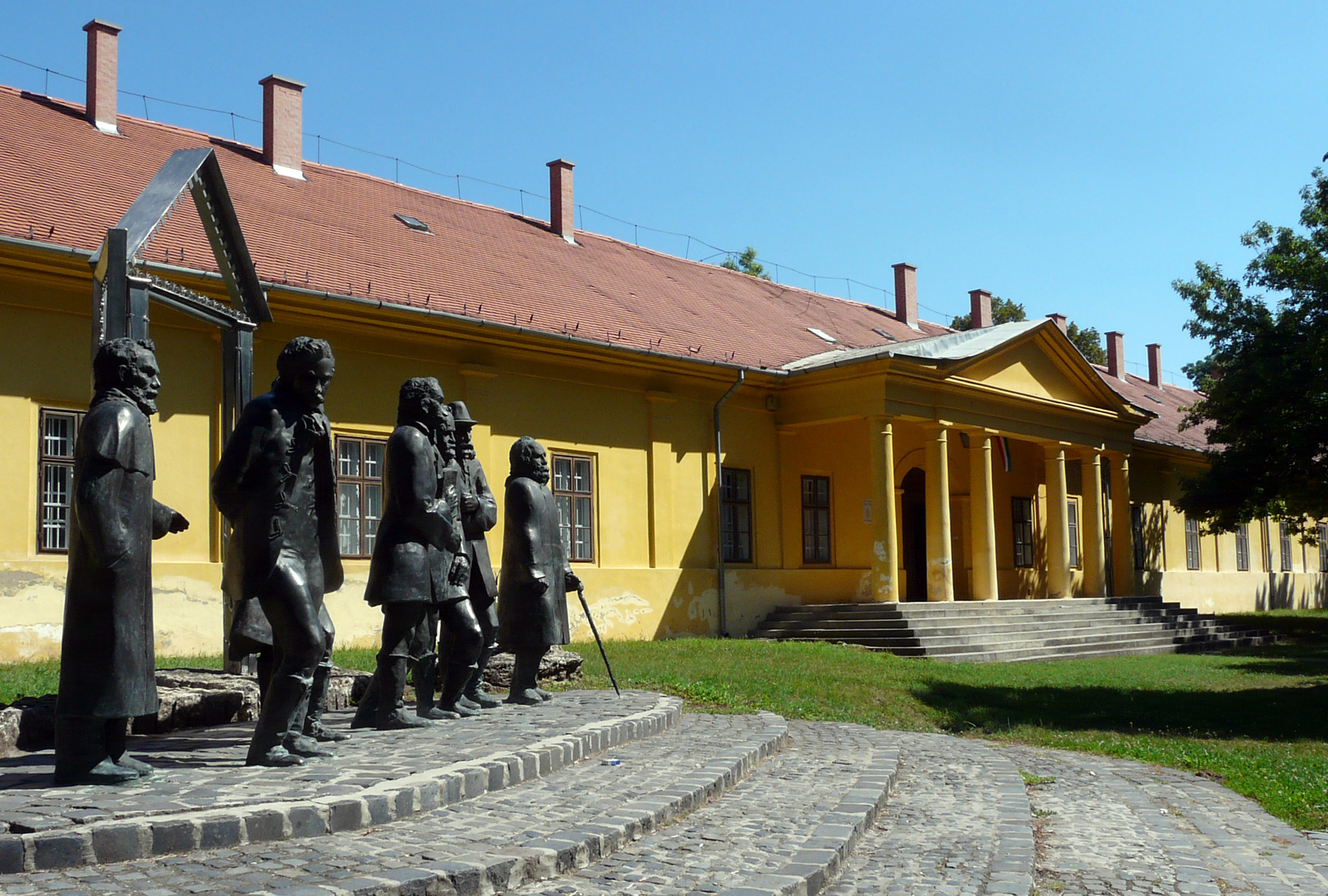
A múzeumépület a szobrokkal (2008)

### Épülete
Nagykőrösön a Ceglédi út 19. sz. alatt található.
A Múzeum épülete egykor huszárkaszárnya volt, 1836-1838 között épült  klasszicista stílusban. A mainál jóval nagyobb, több épületből álló létesítmény falai között az 1848-49. évi szabadságharc idején honvéd huszárezredek állomásoztak. Utána közel száz évig méntelepnek használták. 1945 után az épületegyüttes feleslegesnek bizonyult. Amikor 1950-ben a múzeumi gyűjteményt is itt helyezték el, több épületrészt – köztük egy 200 m-es istállót – lebontottak. 1992-ben alapítványt hoztak létre a múzeum céljaira és az egykori huszárkaszárnya részbeni helyreállítására. A főépület előtt állították fel az ún. Nagy Tanárikar szoborcsoportot. Varga Imre szobrászművész alkotása azoknak a kőrösi gimnáziumi tanároknak állít emléket, akik közül heten – köztük természetesen Arany János – akadémikusok lettek.

## Gyűjtemények, kiállítások

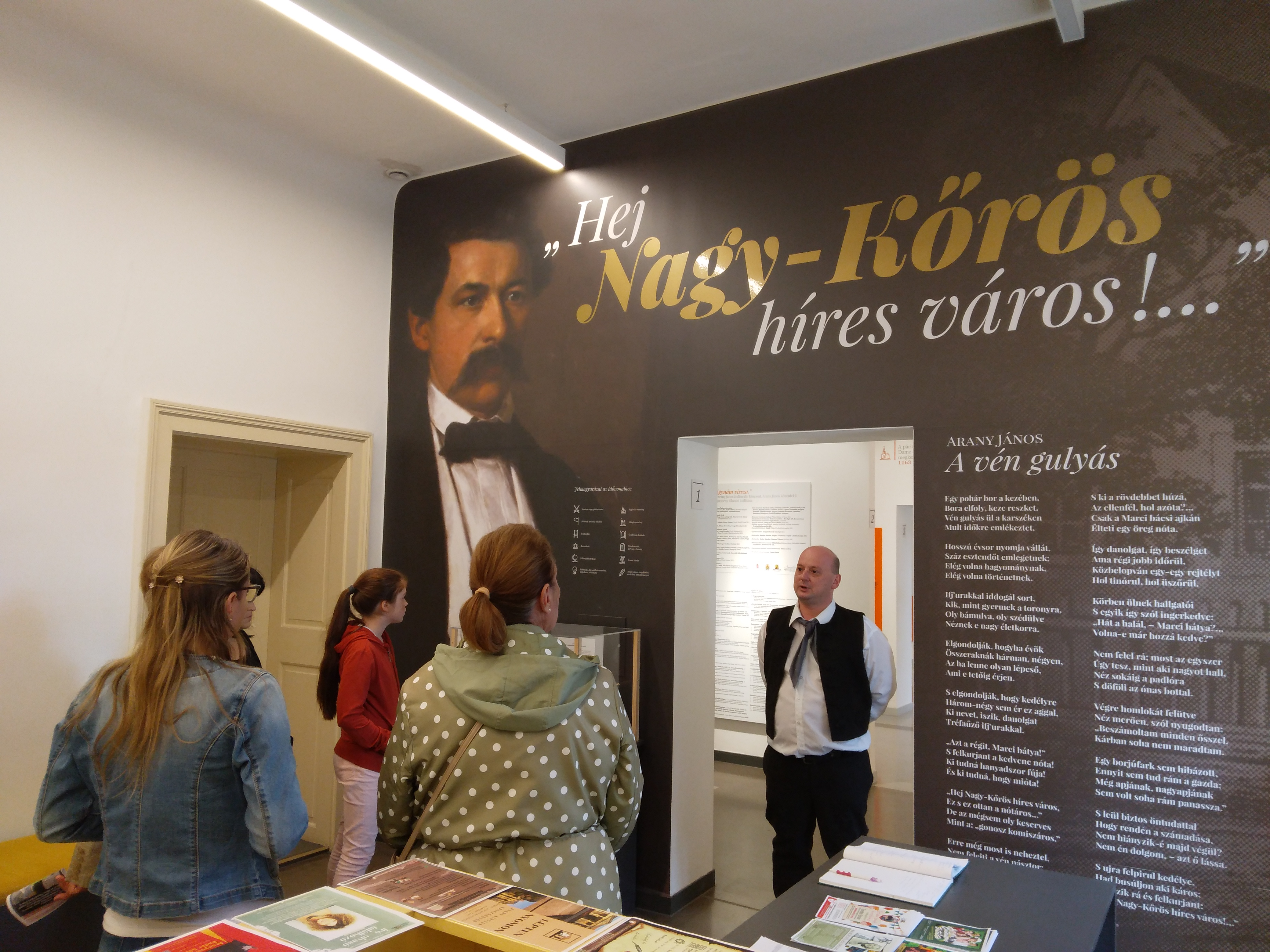
„Hej, Nagykőrös híres város…” (2021)

A múzeum gyűjteményei közül kiemelkedő a régészeti, a néprajzi és az irodalomtörténeti gyűjtemény, az utóbbi legértékesebb részét természetesen az Arany-kéziratok képezik. A régészeti leletek egyik híres darabja az avar kori fejedelmi kard, mely az állandó kiállítás egyik ékessége. A protestáns temetőkből származó kopjafákból álló népművészeti gyűjtemény az állandó kiállítás egy különálló részén, a hátsó folyosón látható. A gyűjteményeket szakkönyvtár és fotótár egészíti ki.
Az állandó kiállítás Nagykőrös és közvetlen környékének régészeti, történeti, néprajzi és irodalomtörténeti emlékeit, dokumentumait mutatja be. A honfoglalás utáni évszázadokból származó eszközök, ékszerek legszebb darabja a Ludas környéki templomromból előkerült aranyozott körmeneti kereszt. A török hódoltság idején Kőrös talpon tudott maradni, és azt követően az alföldi település fokozatosan mezővárossá alakult.
A 18–19. századból származnak a földművelés helyi mesteremberek által készített szerszámai, a kertgazdálkodás különféle kiállított eszközei. A város nagy hagyományú református főgimnáziumának tanára volt kilenc éven át (1851–1860) Arany János, külön vitrinekben láthatók itteni tartózkodásának emlékei, kéziratai, kis dolgozószobája és más relikviái. A kiállítás a 20. század nagy történelmi változásainak helyi dokumentumaival záródik.

### Gyártörténeti időszaki kiállítás

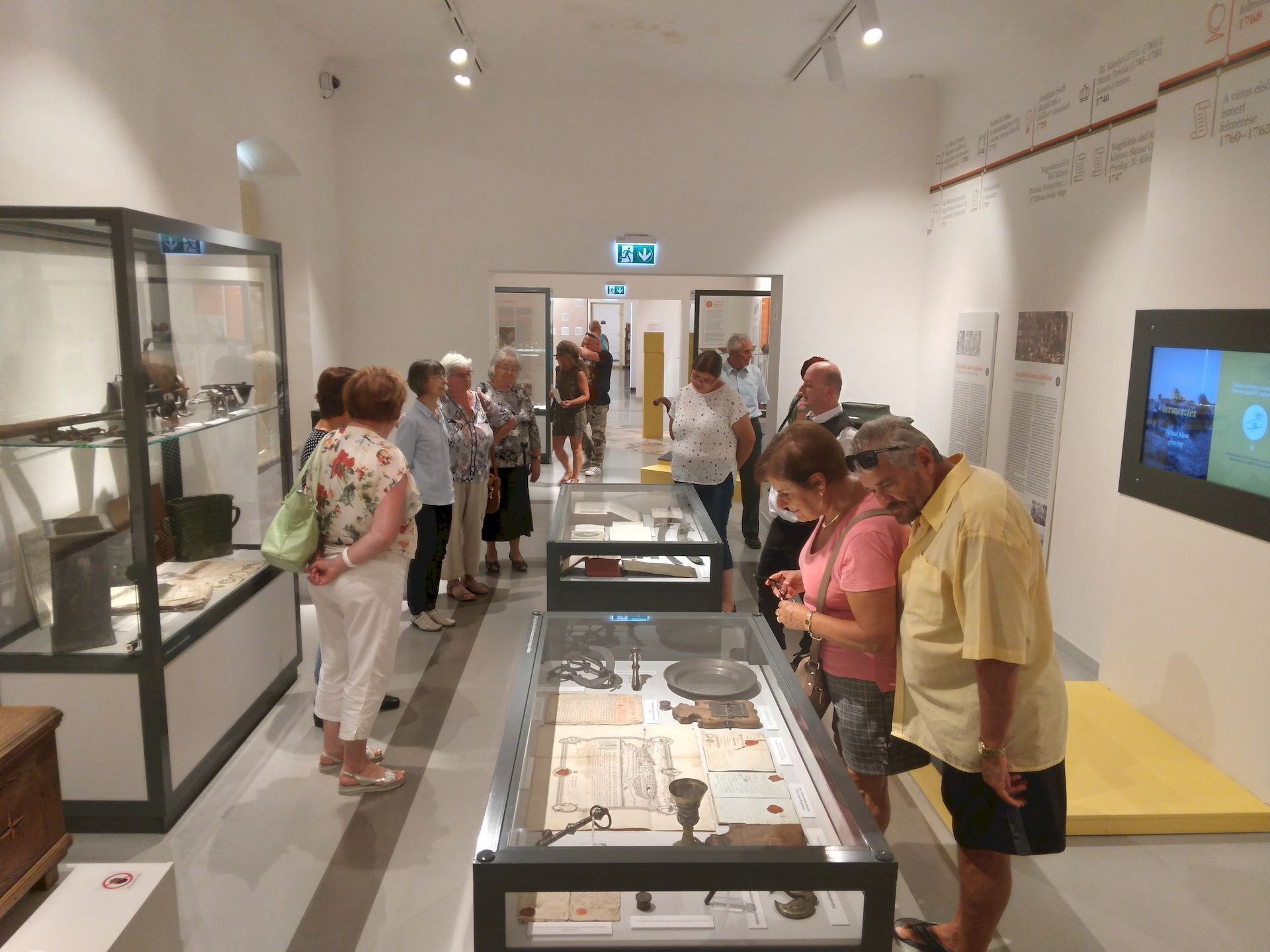
Tárlatvezetés (2021)

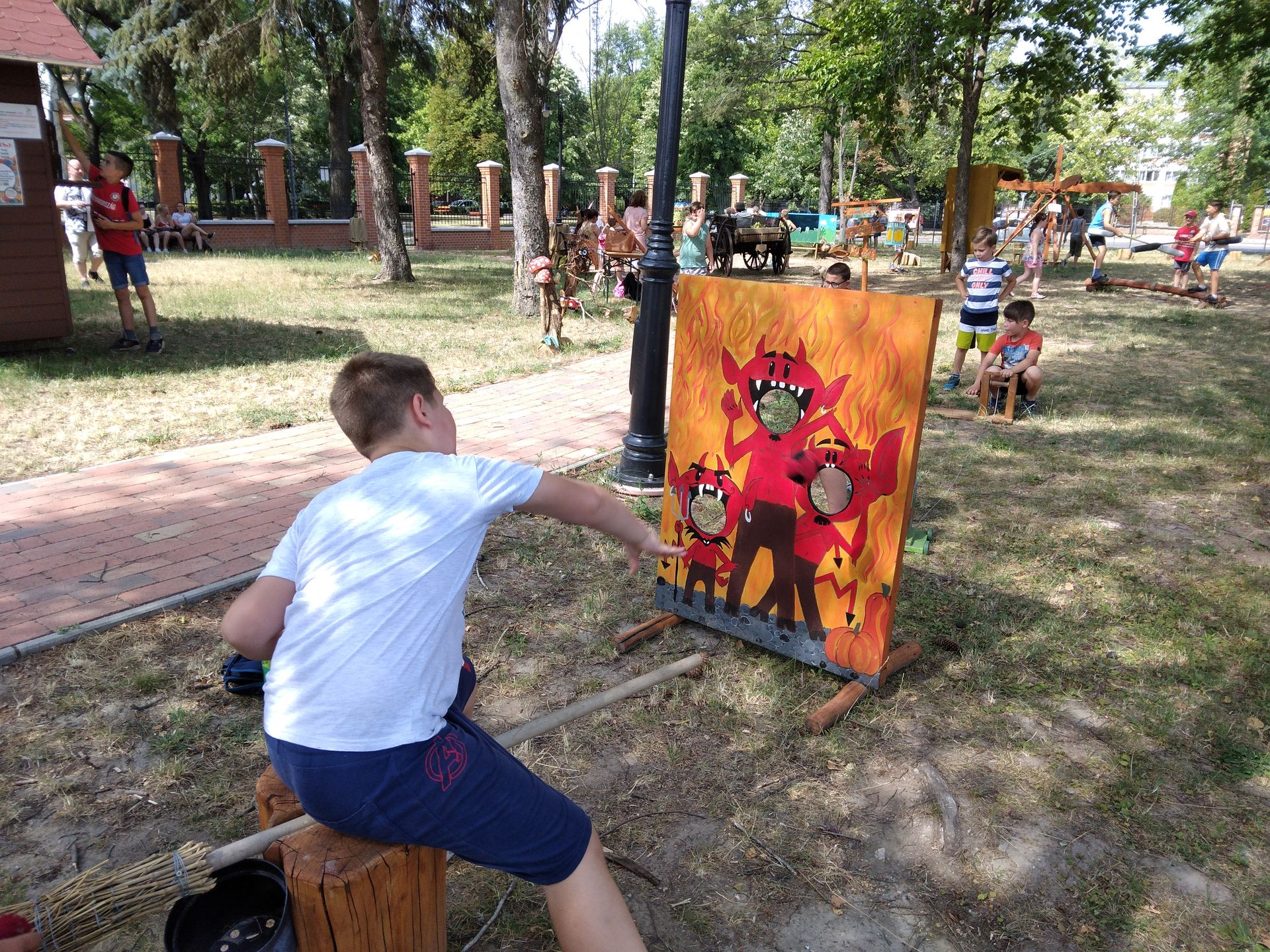
Hagyományőrző Játékbirodalom (2021)

2008. május elején a múzeumban „Volt egyszer egy konzervgyár Nagykőrösön…“ címmel 
nyílt kiállítás, mely az egykor nagyhírű, 2007-ben végleg bezárt kőrösi gyár történetét mutatta be. Az első teremben a 111 évig fennállt gyár első fél évszázadának, a második teremben az 1945 utáni időszak emlékei voltak láthatók. A Gschwindt-féle szeszfőzdéből kinőtt gyár sok kőrösi család számára jelentett biztos megélhetést, az 1970-es évektől pedig már az ország egyik vezető konzervgyára volt. 1969-ben a gyár történetének dokumentálására saját múzeumot létesített, ennek részeként elkészítették a termelő berendezések makettjeit is. A gyár megszűnésekor a makettekkel együtt a teljes gyártörténeti anyagot az Arany János Múzeum vette át. Az egy éven át nyitva tartott kiállítás ebből a gyűjteményből adott válogatást.

## A 2010-es években
Miután a megyei múzeumszervezeti rendszert 2013. január 1-jével központilag felszámolták, az intézmény Nagykőrös város önkormányzata kezelésébe került, és a múzeumot a kulturális központhoz csatolták. Időközben „a gazdátlannak tűnő múzeum gyűjteményi raktárát kirabolták”. Később elkezdődött a múzeum teljes átalakítása, ennek során a korábbi állandó kiállítást is lebontották. Az átalakítás 900 millió forintos állami támogatással valósult meg. Dr. Novák László Ferenc  korábbi múzeumigazgató, az Arany János Társaság volt elnöke szerint a megújult intézmény a látványosságra helyezi a hangsúlyt és csak részben felel meg egy múzeum alapvető rendeltetésének.
A felújítás befejeztével, 2018. október 2-án ünnepélyesen átadták a teljesen megújult múzeumot, amelyben „az országban egyedülálló Arany János-gyűjtemény is új, állandó kiállítást kap majd.” A felújított létesítménynek öt kiállítere van (köztük két állandó), és digitális tudástárral, szabadulószobával is rendelkezik.

## A 2020-as években
A múzeum az ünnepélyes átadás után, a kor követelményeinek megfelelő modern, megújult épületben, interaktív állandó kiállítással várja az ide érkező látogatókat „...ide vágynám vissza.” címmel. A múzeum állandó kiállítása az országban egyedülálló Arany János-gyűjteménnyel büszkélkedhet.
2020. június 30-án a múzeum udvarán átadásra került egy új Népi Fajátszótér, amit 2021-ben tovább fejlesztettek és új logóval, Hagyományőrző Játékbirodalom néven született újjá. Immár negyvenféle játékkal várja a játszótér a nagykőrösi és környékbeli családokat. Hétvégenként rendszeresen különböző családi programok színesítik, mint például kézműves foglalkozás, bábelőadás és udvarszínház a múzeum és a játékbirodalom kínálatát. A Magyar Közösségépítők Értékszövetsége Egyesület által kiírt LátóPont Pályázatra beadott pályázata eredményes volt a Nagykőrösi Arany János Kulturális Központ, Könyvtár és Muzeális Gyűjteménynek, így a jövőben használhatják a Látópont címet. A kitüntetést az intézmény a múzeum udvarán található Népi Fajátszótér megvalósításával érdemelte ki.
2021-ben Kajla pecsételő pont lett az Arany János Közérdekű Muzeális Gyűjtemény. Az ide ékező Kajla útlevél tulajdonosok a pecsét mellé ingyenes belépőjegyet kapnak a tárlatra. A márka és identitásépítés, értékesítéstámogató marketingstratégia és program kategóriában a Nagykőrösi Turisztikai Pont 2021-ben VÁROSMARKETING GYÉMÁNT DÍJAT kapott.
Térségi konferenciáknak ad otthont a múzeum külön terme, folyamatosan zajlanak a múzeumpedagógia foglalkozások, vannak játékos tudományos kiállítások, a látogatók igény szerint vásárolhatnak a múzeumi ajándékboltban, a fáradt utazók megpihenhetnek az Arany Kávézóban.
Családbarát Múzeum 2021 elismerő címet kapott a Nagykőrösi Arany János Kulturális Központ, Könyvtár és Muzeális Gyűjtemény, mely a családbarát múzeum kritériumrendszerének igazoltan megfelelt. A szakmai díjat dr. Körtvélyesi Attila, Nagykőrös alpolgármestere és Juhász Nándor intézményvezető vehette át dr. Beneda Attilától, családpolitikáért felelős helyettes államtitkártól és dr. Cseri Miklóstól, a Szabadtéri Néprajzi Múzeum főigazgatójától, Gödöllőn, 2021. szeptember 27-én, hétfőn.